# Eurybata hexapla
Eurybata hexapla är en tvåvingeart som beskrevs av Osten Sacken 1882. Eurybata hexapla ingår i släktet Eurybata och familjen skridflugor.
Artens utbredningsområde är Filippinerna. Inga underarter finns listade i Catalogue of Life.